# Argiope appensa
Argiope appensa (Walckenaer, 1841) è un ragno appartenente alla famiglia Araneidae.

## Descrizione
Gli epigini esaminati della maggior parte delle femmine sono molto simili, in vista laterale, a quelli di A. modesta illustrati dall'aracnologo Levi in un lavoro del 1983.
L'embolus ha forma di una lunga collana dalla punta smussata.
Caratteristica distintiva nell'ambito del genere è il pattern peculiare dell'opistosoma, sia ventralmente che dorsalmente.

## Distribuzione e habitat
La specie è stata reperita nelle isole Hawaii e in varie località dell'area compresa fra Taiwan e Nuova Guinea; nelle Filippine uno degli esemplari rinvenuti ed esaminati è una femmina delle isole Sulu, nel 1959 da Chrysanthus.

## Tassonomia
Al 2014 non sono note sottospecie e dal 2012 non sono stati esaminati nuovi esemplari.

## Galleria d'immagini

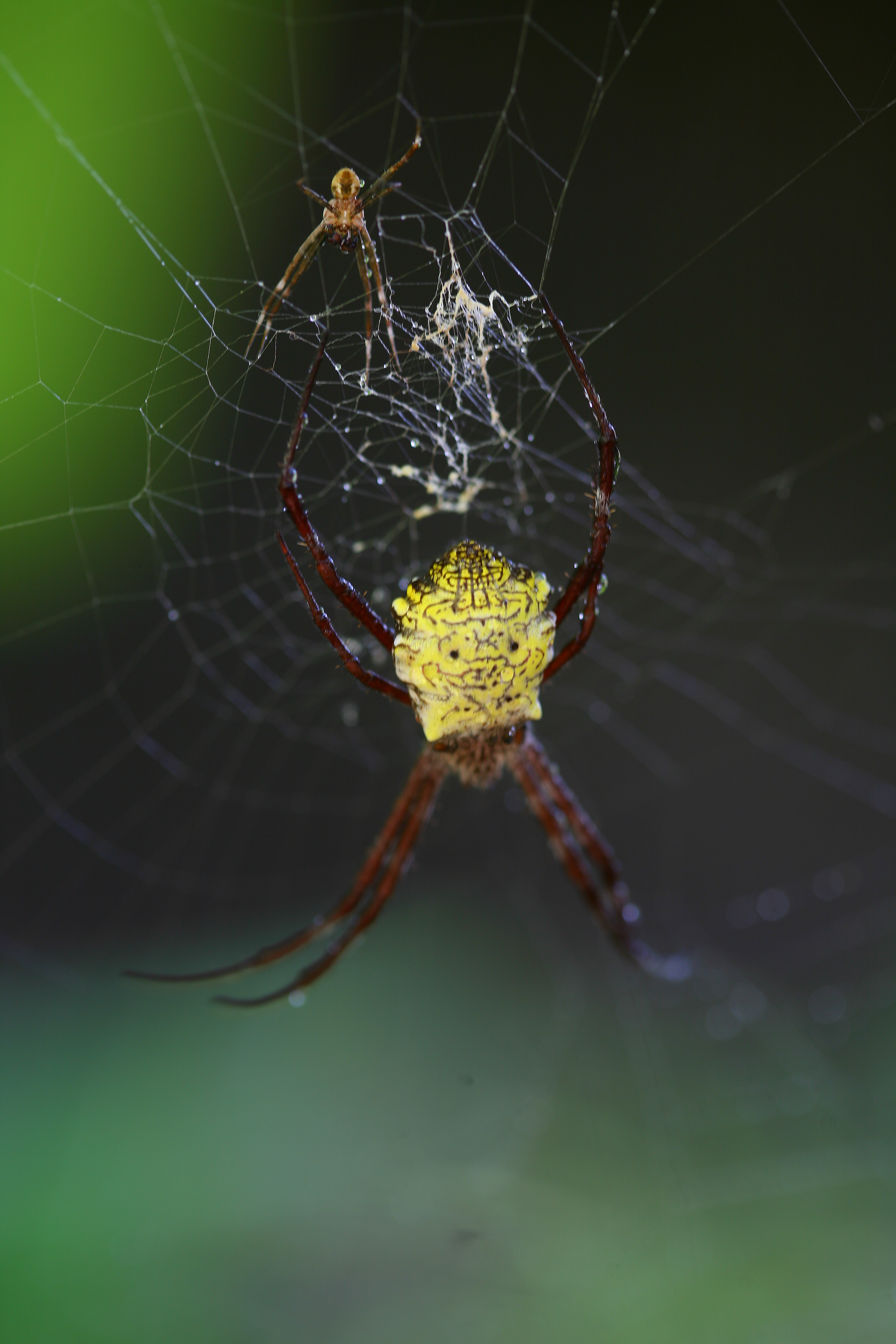
Esemplare femminile in primo piano e maschile sullo sfondo
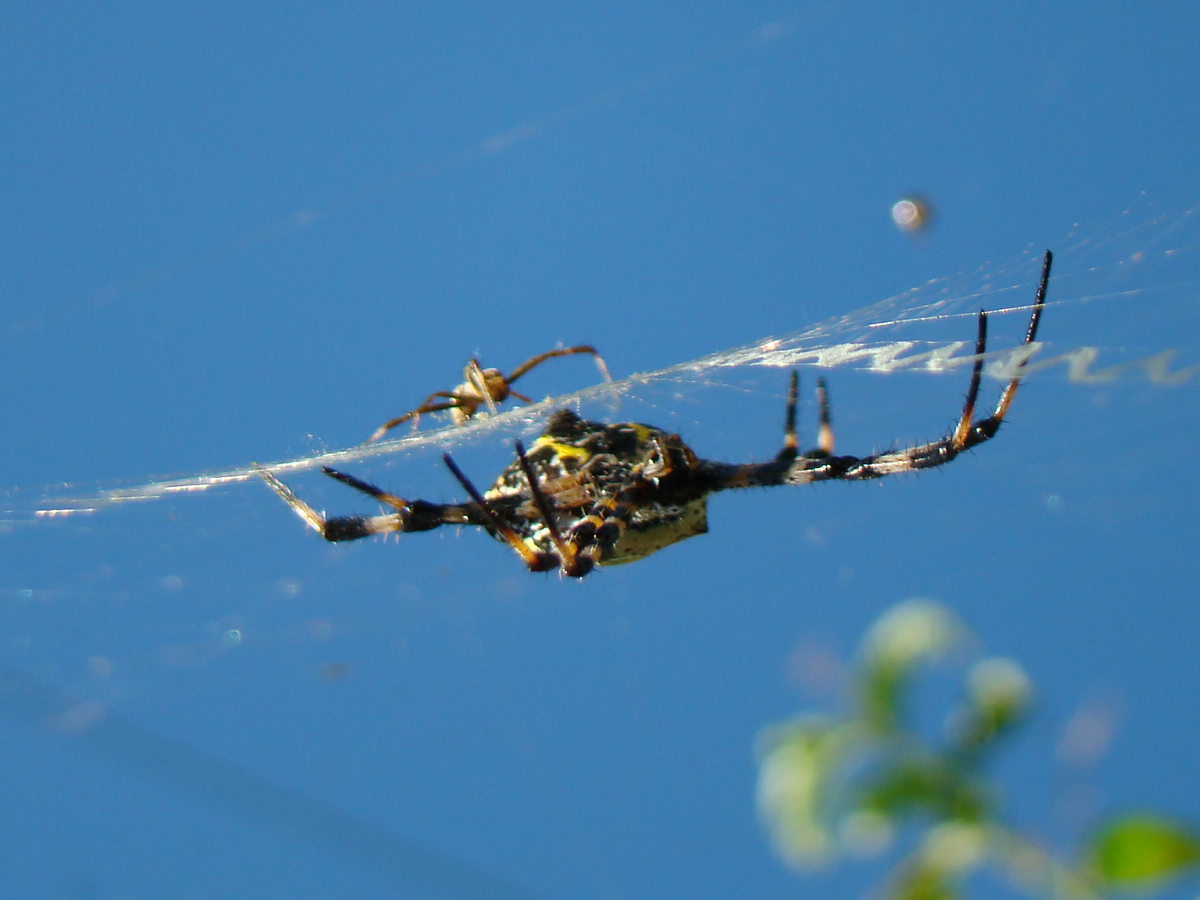
Rituale di corteggiamento in atto fra maschio e femmina
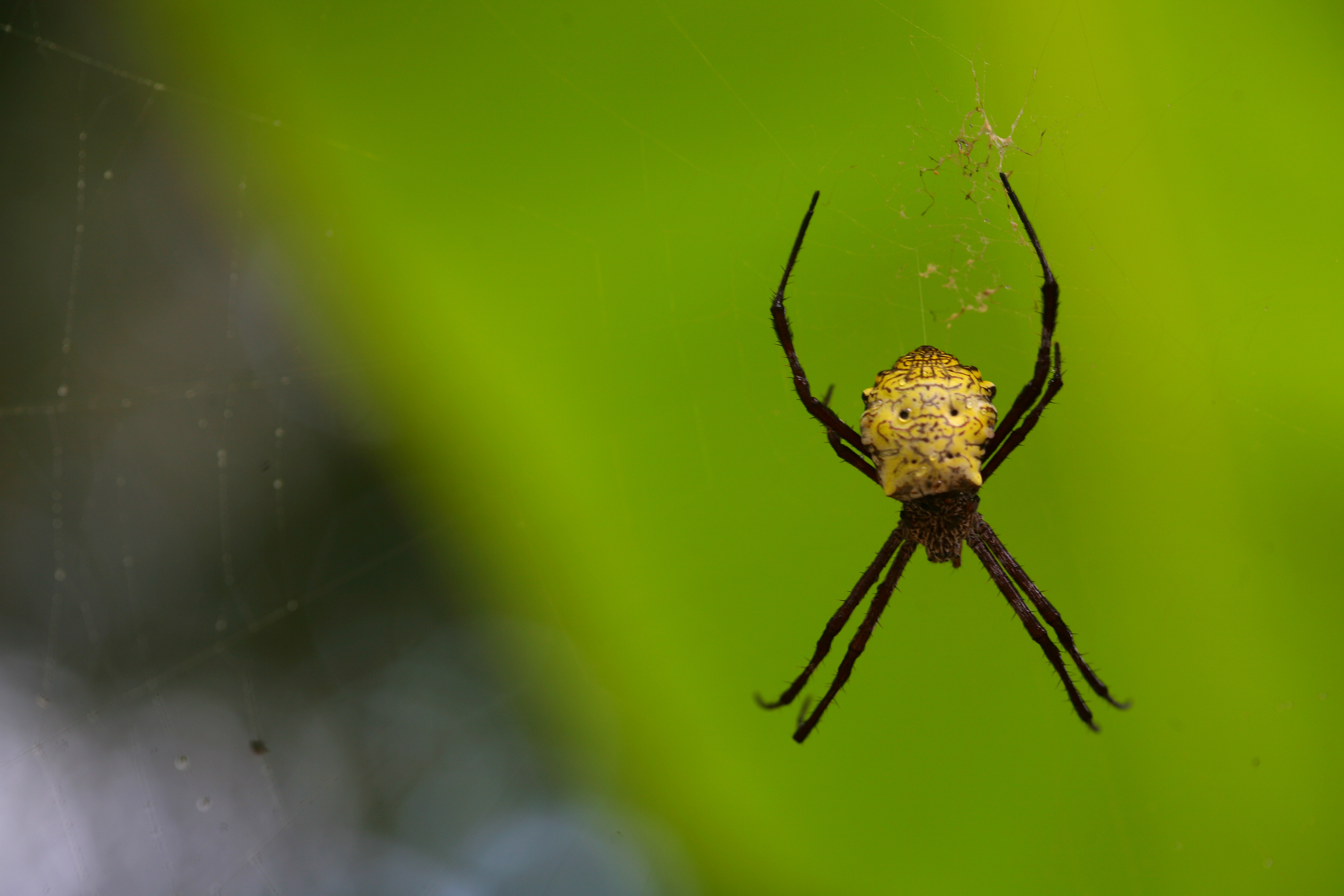
abbozzo di stabilimentum nella ragnatela
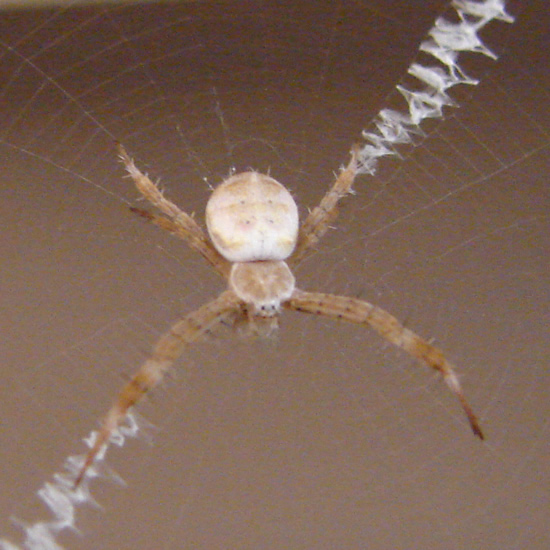
Esemplare maschile con lo stabilimentum ben visibile sulla tela